# SkyGlobe
SkyGlobe – astronomiczny program komputerowy stworzony przez nieistniejącą już firmę KlassM SoftWare, Inc. Program był na licencji shareware, pracował w DOS-ie (ostatnia wydana wersja na ten system to SkyGlobe 3.6) lub Windows (SkyGlobe 4.0). Wersja 4.0 ukazała się w 1994 roku.
Program ukazuje niebo nad jednym z ponad 230 miast na Ziemi, w tym nad Warszawą. Symuluje upływ czasu i związane z tym zmiany obrazu nieba.